# Oligia dubia
Oligia dubia is een vlinder uit de familie uilen (Noctuidae). De wetenschappelijke naam is voor het eerst geldig gepubliceerd in 1942 door Heydemann.
De soort komt voor in Europa.